# European Long-Range Strike Approach
Der European Long-Range Strike Approach (ELSA) ist ein Rüstungsvorhaben für konventionelles Waffensystem mit über 2000 km Reichweite. Projektteilnehmer sind die NATO-Staaten Deutschland, Frankreich, Italien, Polen, Schweden und Vereinigtes Königreich. Das Vorhaben wurde im Juli 2024 vereinbart und wahrscheinlich aus einem bodengestützte Marschflugkörper bestehen.
Die EU-Kommission hat öffentlich gewarnt, Westeuropa müsse sich umgehend auf die reale Möglichkeit eines groß angelegten Angriffskrieges Russlands schon in wenigen Jahren vorbereiten.
Russland hat präzise Langstreckenwaffen, namentlich Iskander-Raketen und den Marschflugkörper SSC-8. Beide können vom gleichen geländegängigen und hochmobilen Startfahrzeug gestartet werden.
Der deutsche Verteidigungsminister Boris Pistorius (SPD) gab bei einem Treffen mit seinem britischen Kollegen John Healey bekannt, dass Deutschland und Großbritannien mit der Entwicklung der Waffe begonnen haben. Deutschland und das Vereinigte Königreich riefen dabei auch weitere Verbündete dazu auf, sich an dem Projekt zu beteiligen.

## Sonstiges
Deutschland und Norwegen entwickeln zudem einen überschallschnellen Marschflugkörper für den Abschuss von See aus (Super Sonic Strike Missile). 
Der US-Hyperschallgleiter Dark Eagle soll in den nächsten Jahren vorübergehend auch in Deutschland stationiert werden. Er hat eine Reichweite von 2800 Kilometer, ist für viele Flugabwehrsysteme kaum erreichbar und kostet rund 40 Millionen Euro pro Stück.

## Kontext
Russische Streitkräfte haben im März 2014 die ukrainische Halbinsel Krim besetzt und Russland hat sie annektiert. Russland unterstützt bzw. führt seit April 2014 den Krieg im Donbass.
Am 24. Februar 2022 haben russische Streitkräfte einen großangelegten völkerrechtswidrigen Angriffskrieg gegen die Ukraine begonnen. 
Das seit dem Jahr 2000 autokratisch regierende Putin-Regime macht trotz Drängen der seit dem 20. Januar 2025 amtierenden zweiten Regierung Trump keine Anstalten, konstruktive Friedensverhandlungen zu beginnen. 
Der 20. Deutsche Bundestag hat am 18. März 2025 mit einer Zweidrittelmehrheit (71,3 Prozent) eine Grundgesetzänderung beschlossen: Ausgaben für Verteidigung, Zivilschutz, Bevölkerungsschutz und für die Nachrichtendienste sind ab einer bestimmten Höhe (wenn sie größer als 1 Prozent des nominellen Bruttoinlandsprodukts sind) nun von der Schuldenbremse ausgenommen.